# Spanish Harlem
| Оценки критиков | Оценки критиков |
| Источник        | Оценка          |
| --------------- | --------------- |
| AllMusic        | Без оценки      |

«Spanish Harlem» — песня американского певца Бена И. Кинга. Авторы песни Джерри Либер и Фил Спектор, продюсеры его записи Джерри Либер и Майк Столлер.
Впервые она вышла на стороне Б его сингла «First Taste of Love» в 1960 году на лейбле on Atco Records.
В США песня добралась до 15 места в ритм-н-блюзовом чарте журнала «Билборд» и до 10 места а Billboard Hot 100.
Это был первый хит Бена И. Кинга после ухода из группы The Drifters, в которой он был до этого несколько лет ведущим вокалистом.
В 2004 году журнал Rolling Stone поместил песню «Spanish Harlem» в исполнении Бена И. Кинга на 349 место своего списка «500 величайших песен всех времён». В списке 2011 года песня находится на 358 месте.
В 2002 году сингл Бена И. Кинга с песней «Spanish Harlem» (в списке на официальном сайте указан как «Spanish Harlem», 1961 год, лейбл Atco Records) был принят в Зал славы премии «Грэмми».

## Кавер-версии
«Spanish Harlem» в разное время также исполняли такие исполнители, как: Tom Jones, The Mamas & the papas, Willy DeVille, Cliff Richard, Phil Spector, Aretha Franklin, Neil Diamond, Laura Nyro, Herb Alpert's Tijuana Brass, Anacani, Ace Cannon, Dennis Brown, Paolo Nutini, Rebecca Pidgeon, Dave Monk, Hideaway, Clyde McPhatter, Anthony Ventura, Bruce Springsteen, Jimmy Justice, Manuel and the Music of the Mountains, John Barry, Chet Atkins, The Cats, Kinloch Nelson, Kenny Rankin, Val Bennett, Ricky King, Перси Фейт, Gene McDaniels, Bert Weedon, Leroy Gomez, The Putbacks с Nai Palm, Kai Warner, Bowling For Soup (поп-панк версия).
Испанскую версию этой песни, под названием «Aquella rosa», исполняли: Trini Lopez, Luis Mariano, Los Machucambos.
Французскую версию, под названием «Nuits d’Espagne», исполняли: Dalida, Maya Casabianca, Jean-Michel Defaye et son orchestre.
Также она исполнялась в мюзикле Smokey Joe's Cafe.